# Marko Nikolić (nogometni trener)
Marko Nikolić (srbsko Марко Николић), srbski nogometni trener, * 20. julij 1979, Beograd.
Nikolić je trenersko kariero začel v klubu Rad, najprej kot trener mladinskega moštva in pomočnik trenerja članskega moštva, v Srbiji je bil glavni trener tudi pri Vojvodini in Partizanu. Leta 2016 je bil trener Olimpije, ki jo je moral zapustiti po treh mesecih zaradi rasistične opazke izrečene med tekmo svojemu igralcu Blessingu Elekeju. Avgusta 2016 je ponovno prevzel Partizan.